# Биткин, Сергей Алексеевич
Сергей Алексеевич Биткин (28 сентября 1912, Пенза, Российская империя — 1998) — советский государственный и партийный деятель, 1-й секретарь Таганрогского горкома КПСС (1957—1961).

## Биография
В 1928 году окончил 5 классов. В 1936 году поступил в Казанский авиационный институт. В 1941 году без защиты диплома был направлен на Казанский авиационный завод, где работал мастером, начальником смены сборочного цеха. В 1942 году, защитив диплом, Биткин направляется на авиационный завод в Ташкент, где работает мастером, начальником мастерской, заместителем начальника цеха, начальником цеха.
Член ВКП(б) с 1945 года.
В 1950 году его направляют в Академию авиационной промышленности (Москва). По окончании Академии в 1952 году Биткина направляют в Таганрог главным контролёром авиационного завода имени Димитрова.
С 1955 года Сергей Алексеевич Биткин на партийной работе: секретарь Октябрьского РК КПСС Таганрога, второй секретарь ГК КПСС.
С 1957 по 1961 год С. А. Биткин работал 1-м секретарём Таганрогского горкома КПСС. В эти годы в городе были выстроены железнодорожный вокзал «Таганрог-I», Универмаг, реконструированы Октябрьская площадь, Городской Дом культуры.
С 1962 по 1968 год С. А. Биткин работал заведующим отделом Ростовского обкома КПСС,
с 1968 по 1975 — председателем Ростовского областного совета трудящихся.

## Награды
- Орден Трудового Красного Знамени
- Орден Трудового Красного Знамени
- Орден «Знак Почета»
- Орден «Знак Почета»
- медали